# Some Nights (canción)
«Some Nights» —en español: «Algunas noches»— es una canción de la banda de indie rock Fun. Fue lanzado el 4 de junio de 2012, como el segundo sencillo y la canción de su segundo álbum de estudio del mismo nombre. La canción fue escrito por Jeff Bhasker, Nate Ruess, Andrew Dost y Jack Antonoff. Musicalmente "Some Nights" es una canción de indie pop con elementos del power pop y afrobeat. Las letras de las canciones hablan de los sentimientos del protagonista de auto-desprecio y la soledad.
En Estados Unidos, "Some Nights" ha sido un éxito inesperado, el gasto de aproximadamente siete meses en el Billboard Hot 100 antes de llegar a un pico de número tres por seis semanas no consecutivas a partir de la semana del 29 de septiembre de 2012. La canción se convirtió en Fun. del segundo sencillo para entrar en los diez primeros de la tabla, así como su segunda canción a ser disco de platino en los Estados Unidos, después de su anterior sencillo, "We Are Young". "Some Nights" ha habido un solo éxito en países de todo el mundo.

## Composición e interpretación lírica
Musicalmente, "Some Nights" es una canción de indie pop con elementos fuertes y festivos de power pop y afrobeat e influencias de folk rock. Está escrito en la tonalidad de Do mayor. Una línea en sus letras, "this is it boys, this is war" (en español: "Esto es todo chicos, esto es la guerra"), recuerda la versión en Inglés de 1983 el hit de Nena "99 Luftballons".
Líricamente, "Some Nights" expresa la angustia existencial de un protagonista joven que está muy lejos de casa,
Nate Ruess explicó Mesfin Fekadu de la Associated Press: "I'm always thinking about, 'Who am I and why did I do something like that?' And I think then it harkens back to my family, and I have such a strong tie to them and it's always therapeutic to sing about them." (en español: "Siempre estoy pensando, '¿Quién soy yo y por qué hice algo por el estilo? Y creo que entonces se remonta a mi familia, y tengo un fuerte lazo como a ellos y siempre es terapéutica para cantar sobre ellos".)
Ha habido cierta confusión con los fanes como la letra "Some terrible nights" se confunden con "...lies". Los miembros de Fun. confirmado el 18 de noviembre de 2012 en sus cuentas de Twitter y Facebook que "it's NIGHTS not LIES."

## Recepción crítica
La canción recibió elogios de los críticos de música. El Re-View llama "Some Nights" una "vía más audaz, más pegadizo y más sorprendente que el anterior "We Are Young", subiendo la apuesta cuando se trata de estilo y sustancia." Para terminar, se refirió a la pista como una que "cemento [fun.] Como una de las bandas nuevas más interesantes y emocionantes para salir de los Estados en los últimos años." The Guardian del escritor David Simpson comparó la voz de Ruess de la canción con los de Freddie Mercury y llamó a la letra "sincero y extrañamente conmovedora". Ray Rahman de Entertainment Weekly, al revisar todo el álbum, criticó la segunda mitad inferior a la primera y también llamado "Some Nights", el mejor tema del álbum, junto con "We Are Young".
Rolling Stone llama la canción de la 11.er mejor canción del 2012.

## Desempeño comercial
"Some Nights" ha alcanzado el número uno en Australia, Nueva Zelanda e Israel. La canción también ha alcanzado la lista de las diez primeras en los Estados Unidos, Canadá, Irlanda, Austria, Italia, Bélgica y el Reino Unido, y hasta ahora ha hecho el top 30 en los Países Bajos, Suecia y Suiza, sino que también ha trazado en Japón.
En los Estados Unidos, "Some Nights" debutó en el Billboard Hot 100 la misma semana su álbum Some Nights debutó en el número 3 en el Billboard 200. La canción se mantuvo en la región inferior de la carta por aproximadamente cuatro meses, debido a las ventas de bajo nivel y streaming de alto nivel de conformidad, antes de finalmente entrar en el top 40 en su decimoctava semana. En su vigésimo tercera semana, se cambió de lugar con "We Are Young" en el número 11 en la tabla, donde permaneció una semana después. En la vigesimoquinta semana de la canción en la carta, que entró en la lista de las diez primeras, saltando al número 8. En su sexta semana en la lista de las diez primeras, alcanzó el número 3, que ha sido su posición máxima. La canción ha vendido más de 4.374.000 copias en los Estados Unidos en marzo de 2013.

## Video musical
El video musical de "Some Nights" fue lanzado en MTV.com el 4 de junio de 2012. El video fue producido por Poonam Sehrawat y dirigido por Anthony Mandler. El video, una recreación de la Guerra Civil, tiene la banda cantando desde lejos como estalla la guerra con plomo Nate cantante aparece como el comandante de la Fuerza de la Unión. La historia sigue a dos soldados también particulares de cada lado del conflicto. Desde la Confederación de la canción sigue un agricultor de mediana edad claramente enamorado de su vida, la tierra y los animales, mientras que desde el lado de la Unión la historia sigue a dos jóvenes amantes desgarrados como el joven se dirige a la lucha. Los amores rotos, de la belleza y de la naturaleza, con el tiempo se enfrentan en la batalla con consecuencias tanto para el ganador y perdedor, que muestra los costos personales de la guerra va a continuar mucho más allá del campo de batalla.

## Créditos y personal
- Lead vocals – Nate Ruess
- Piano, guitarra, bajo, teclados, coros - Andrew Dost
- Guitarra, batería y coros - Jack Antonoff
- Teclados, programadores y coros - Jeff Bhasker
- Programador adicional - Pat Reynolds
- Otros coros - Joi Starr
- Productors – Jeff Bhasker
- Letras – Jeff Bhasker, Nate Ruess, Andrew Dost, John Dough
- Discográfica: Fueled by Ramen

## Uso en los medios
"Some Nights" apareció en el final de la serie de Harry's Law y se ha utilizado en anuncios de televisión para American Broadcasting Company para Secret Millonaire. La canción también fue utilizada en la promo de MTV Movie Awards 2012 y 2013 BCS National Championship Game. Fun presentaron en The Colbert Report, Late Night with Jimmy Fallon, Sunrise, y The Jonathan Ross Show.
El 3 de noviembre de 2012, la banda tocó "Some Nights" y "Carry On" en Saturday Night Live.
El Chicago Blackhawks se usa la canción como una pista de fondo en varios montajes promocionales.
Southwest Airlines utiliza la canción en el primer anuncio de televisión para su "Welcome Aborad" campaña publicitaria, que fue también su primera campaña por TBWA/Chiat/Day.

## Versiones de otros artistas
On Air With Ryan Seacrest revisa una versión en video de colaboración de Some Nights realizadas por nueve, "estrellas de YouTube". Producido por Jake Coco y W. G. Snuffy Walden, incluye los vocalistas Jake Coco, Corey Gray, Caitlin Hart, Madilyn Bailey, Savannah Outen, Jess Moskaluke, Sara Niemietz, Eppic, y Black Prez. Publicado en el canal de YouTube Jake Coco el 11 de agosto de 2012, del 13 de octubre de 2012 Este cover recibido 4.532.233 visitas en 64 días. En agosto de 2012 Some Nights hicieron una versión por la banda canadiense Walk Off The Earth para su canal de YouTube. Banda de metalcore basada en Ohio como Like Moths To Flames cubrían la canción en el álbum recopilatorio Punk Goes Pop 5.
Ellie Goulding ha versionado la canción así a finales de 2012 en BBC Radio en el "Live Lounge".
La canción fue versionada por la totalidad del grupo de coro New Directions con la voz principal de Darren Criss en Dynamic Duets" del episodio de Glee.
El 25 de abril de 2013, la actriz adolescente y músico Victoria Justice (de Victorious de Nickelodeon) registró una versión acústica más suave de "Some Nights".
Un grupo a capela Straight No Chaser publicó un mashup de esta canción y "We Are Young" de su álbum de 2013 Under the Influence.

## Posicionamiento en listas y certificaciones
| Listas (2012–13)                      | Mejor posición |
| ------------------------------------- | -------------- |
| Alemania (Media Control AG)           | 25             |
| Australia (ARIA)                      | 1              |
| Austria (Ö3 Austria Top 40)           | 6              |
| Bélgica (Flandes) (Ultratop 50)       | 42             |
| Bélgica (Valonia) (Ultratop 50)       | 37             |
| Canadá (Hot 100)                      | 4              |
| Dinamarca (Tracklisten)               | 12             |
| Eslovaquia (Radio Top 100 Chart)      | 98             |
| Estados Unidos (Billboard Hot 100)    | 3              |
| Estados Unidos (Pop Songs)            | 2              |
| Estados Unidos (Adult Pop Songs)      | 1              |
| Estados Unidos (Alternative Songs)    | 1              |
| Estados Unidos (Rock Songs)           | 1              |
| Estados Unidos (Adult Contemporary)   | 5              |
| Finlandia (OFC)                       | 11             |
| Francia (SNEP)                        | 37             |
| Irlanda (IRMA)                        | 6              |
| Israel (Media Forest)                 | 1              |
| Italia (FIMI)                         | 9              |
| Japón (Japan Hot 100)                 | 69             |
| Noruega (VG-lista)                    | 17             |
| Nueva Zelanda (Recorded Music NZ)     | 1              |
| Países Bajos (Dutch Top 40)           | 9              |
| Portugal (Billboard Digital Songs)    | 10             |
| Reino Unido (UK Singles Chart)        | 7              |
| República Checa (Radio Top 100 Chart) | 6              |
| Suecia (Sverigetopplistan)            | 8              |
| Suiza (Schweizer Hitparade)           | 15             |
| Venezuela (Record Report)             | 91             |

| País           | Organismo certificador | Certificación | Ventas  | Ref.   |
| -------------- | ---------------------- | ------------- | ------- | ------ |
| Australia      | ARIA                   | 5× Platino    | 350 000 | [ 40 ] |
| Austria        | IFPI Austria           | Oro           | 15 000  | [ 41 ] |
| Canadá         | Music Canada           | 5× Platino    | 400 000 | [ 42 ] |
| Estados Unidos | RIAA                   | 4× Platino    | 4 000   | [ 43 ] |
| Italia         | FIMI                   | Platino       | 30 000  | [ 44 ] |
| Nueva Zelanda  | RIANZ                  | 2× Platino    | 30 000  | [ 45 ] |
| Reino Unido    | BPI                    | Plata         | 200 000 | [ 46 ] |
| Suecia         | IFPI Suecia            | Platino       | 40 000  | [ 47 ] |
| Suiza          | IFPI Suiza             | Platino       | 30 000  | [ 48 ] |

### Sucesión en listas
| Anterior: «Blow Me (One Last Kiss)» de Pink | ARIA Singles Chart — Sencillo Nro 1 23 de julio de 2012 — 5 de agosto de 2012            | Siguiente: «Boom Boom» de Justice Crew  |
| Anterior: «Wide Awake» de Katy Perry        | NZ Top 40 Singles Chart — Sencillo Nro 1 23 de julio de 2012 — 5 de agosto de 2012       | Siguiente: «One More Night» de Maroon 5 |
| Anterior: «Burn It Down» de Linkin Park     | Billboard Alternative Songs — Sencillo Nro 1 11 de agosto de 2012 — 24 de agosto de 2012 | Siguiente: «Too Close» de Alex Clare    |